# Bundesliga de 1967–68
A Primeira Divisão do Campeonato Alemão de Futebol da temporada 1967-1968, denominada oficialmente de Fußball-Bundesliga 1967-1968, foi a 5º edição da principal divisão do futebol alemão. O campeão foi o 1. FC Nürnberg que conquistou seu 9º título na história do Campeonato Alemão.

## Premiação
| 1. Fußball-Bundesliga 1967-1968    |
| Baviera                            |
| ---------------------------------- |
| 1. FC NÜRNBERG Campeão (9º título) |